# Ovidiu Silaghi
Ovidiu Ioan Silaghi (n. 12 decembrie 1962, Satu Mare) este un om politic român. A îndeplinit funcția de ministru pentru Întreprinderi Mici și Mijlocii, Comerț, Turism și Profesii Liberale în Guvernul Tăriceanu, din aprilie 2007 și până în decembrie 2008. La data de 7 mai 2012 a fost numit ministrul Transporturilor în Guvernul Victor Ponta.

## Biografie
După absolvirea Colegiul Național “Mihai Eminescu” din Satu Mare, secția matematică-fizică (1981), a urmat cursurile Facultății de Mecanică Fină din cadrul Universității Transilvania din Brașov (absolvite în anul 1987). A urmat ulterior un masterat în Drept administrativ, funcția și funcționarul public la Universitatea "Vasile Goldiș" din Arad (2003-2004), precum și studii postuniversitare de specializare în Management și relații economice internaționale la Academia de Studii Economice din București (2004-2005).
După absolvirea facultății, a lucrat ca inginer stagiar la IPSUIC Satu Mare (1987-1990). După Revoluția din decembrie 1989, lucrează în sectorul privat (1990-2004), îndeplinind funcții de manager la mai multe întreprinderi mici și mijlocii: SC Patricia SRL, SC TV Quatro SRL, SC Onix RS SRL, SC Still SRL, SC Gesco SRL, SC Euroworks SRL, SC Generalicons SRL și SC Severalis SRL.
În perioada 1996–aprilie 2007 a fost președinte la Camera de Comerț, Industrie și Agricultură a județului Satu Mare. În februarie 2004, devine membru al Colegiului de conducere al Camerei de Comerț și Industrie a României. A îndeplinit și funcția de consilier în Consiliul Județean Satu-Mare (2000-2004).

## Activitate politică
Devenit membru al Partidului Național Liberal (PNL) în ianuarie 1990, Ovidiu Silaghi a îndeplinit încă de la început funcții de conducere în partid: președinte al TNL Satu Mare și vicepreședinte BPT PNL Satu Mare (1990-1996), membru BPT PNL Satu Mare (1997–2001), membru în Delegația Reprezentanților Naționali ai PNL (2002-2004), membru al Comisiei de politică externă și al Comisiei economice a PNL (2001). Începând din anul 2001 este președinte al filialei județene PNL Satu Mare.
În urma alegerilor parlamentare din noiembrie 2004, a fost ales ca deputat de Satu Mare pe listele Alianței Dreptate și Adevăr. În această calitate, a fost membru în Comisia pentru buget, finanțe și bănci și Subcomisia de piețe de capital 
(decembrie 2004 – septembrie 2005), membru în Comisia pentru tehnologia informației și comunicațiilor (septembrie 2005 - ianuarie 2007) și în Comisia pentru industrii și servicii (februarie 2007 - februarie 2008).
A îndeplinit funcția de observator la Parlamentul European (septembrie 2005 - decembrie 2006), făcând parte din Grupul Alianța liberalilor și democraților pentru Europa și din Comisia pentru piața internă și protecția consumatorului, apoi pe cea de membru al Parlamentului European (ianuarie - aprilie 2007), în Grupul Alianța liberalilor și democraților pentru Europa, vicepreședinte al Comisiei pentru Control Bugetar din Parlamentul European și membru al Comisiei pentru Piața Internă și Protecția Consumatorului din Parlamentul European.
Odată cu restructurarea guvernamentală din 5 aprilie 2007, Ovidiu Silaghi este numit în funcția de ministru pentru Întreprinderi Mici și Mijlocii, Comerț, Turism și Profesii Liberale (minister nou-înființat).
La data de 7 mai 2012 a fost numit ministrul Transporturilor în Guvernul Victor Ponta.
La data de 9 decembrie 2012 a câștigat prin redistribuire funcția de deputat de Satu Mare pe Colegiul 2 cu scorul de 49,14%.
Ovidiu Silaghi vorbește foarte bine limbile italiană și maghiară și bine limbile engleză și franceză. Este căsătorit și are doi copii. Este membru al Asociației de prietenie româno-chineze (din 2003), al Fundației “Brătianu” și al Fundației “Viitorul”.
În august 2014 Ovidiu Silaghi s-a înscris în PLR, partid în care a fost ales vicepreședinte.

## Controverse
După o urmărire penală de aproape 5 ani, DNA a închis dosarul de trafic de influență al fostului ministru PNL al Transporturilor din Guvernul Ponta, Ovidiu Silaghi. Pe 31 ianuarie 2018, procurorul Marin Nicolae a dispus soluția de clasare față de toate acuzațiile aduse lui Ovidiu Silaghi, în baza art. 16 alin. 1 lit. a) din Codul de procedura penală – „fapta nu există”.
În data de 8 noiembrie 2014, împreună cu Adrian Ștef și Mircea Govor, l-a însoțit pe arhiereul Iustin Hodea la slujba de la Corund, în care acesta din urmă a făcut propagandă electorală în favoarea lui Victor Ponta (PSD).